# Wellington (Floride)
Pour les articles homonymes, voir Wellington (homonymie).
Le village de Wellington est situé dans le comté de Palm Beach, dans l’État de Floride, aux États-Unis. Sa population s’élevait à 56 508 habitants lors du recensement de 2010, estimée à 64 848 habitants en 2017.

## Démographie
| Groupe            | Wellington | Floride | États-Unis |
| ----------------- | ---------- | ------- | ---------- |
| Blancs            | 80,0       | 75,0    | 72,4       |
| Afro-Américains   | 10,4       | 16,0    | 12,6       |
| Asiatiques        | 3,8        | 2,4     | 4,8        |
| Autres            | 3,1        | 3,7     | 6,4        |
| Métis             | 2,5        | 2,5     | 2,9        |
| Amérindiens       | 0,2        | 0,4     | 0,9        |
| Total             | 100        | 100     | 100        |
|                   |            |         |            |
| Latino-Américains | 19,4       | 22,5    | 16,7       |

Selon l'American Community Survey pour la période 2010-2014, 73,88 % de la population âgée de plus de 5 ans déclare parler l'anglais à la maison, 16,43 % déclare parler l'espagnol, 2,88 % un créole français, 0,95 % une langue chinoise, 0,76 % le français, 0,51 % l'italien et 4,58 % une autre langue.
| 1980  | 1990   | 2000   | 2010   | - | - |
| ----- | ------ | ------ | ------ | - | - |
| 4 622 | 20 670 | 38 216 | 56 508 | - | - |

## Transports
Wellington est desservie par l'aéroport international de Palm Beach.

## Source
- (en) Cet article est partiellement ou en totalité issu de l’article de Wikipédia en anglais intitulé « Wellington, Florida » (voir la liste des auteurs).